# Joseph Auguste Lucas
Pour les articles homonymes, voir Lucas.
Joseph Auguste Lucas est un médecin français né le 25 septembre 1768 à Gannat et décédé le 18 mai 1833.
Après un doctorat en médecine à Montpellier, il devient médecin, inspecteur des hôpitaux, inspecteur des eaux minérales de Vichy, puis médecin de la duchesse d'Angoulême en 1814. 
Nommé baron en 1814 ainsi que Chevalier de la Légion d'honneur en 1815 et Chevalier de l'Ordre du Roi de Saint-Michel en 1816, il devient l'un des premiers présidents de l'Académie royale de médecine en 1826.